# Shein
Shein (styl. SHEIN) – chiński sklep internetowy z odzieżą. Został założony w 2008 roku przez Chrisa Xu w Nankinie w Chinach. Na wczesnym etapie rozwoju Shein był bardziej firmą kurierską niż sprzedawcą detalicznym. Firma początkowo nie zajmowała się projektowaniem i produkcją odzieży, a zamiast tego pozyskiwała swoje produkty z hurtowego rynku odzieży w Kantonie. Według Bloomberga w 2021 aplikacja Shein była najczęściej pobieraną aplikacją mobilną do e-zakupów.
Shein oferuje głównie odzież damską, ale w sprzedaży posiada również męską.